# Черчилл-Фолс (ГЭС)
Че́рчилл-Фолс — деривационная ГЭС на реке Черчилл в провинции Канады Ньюфаундленд и Лабрадор, должна стать частью проектируемого каскада ГЭС на реке. Гидроэлектростанция сооружена на месте водопада Черчилл высотой 75 м, который после отвода реки в 1970 году осушен, то есть не существует как водопад большее время года. Река, водопад и ГЭС названы в честь британского премьер-министра У. Черчилля.
На 2016 год ГЭС Черчилл-Фолс имеет второй по величине подземный машинный зал в мире (после ГЭС Робер-Бурасса в северном Квебеке), является первой в Северной Америке гидроэлектростанцией по среднегодовой выработке (35 млрд КВт·ч) и второй в Канаде по установленной мощности (5 428 МВт).

## Основные сведения
Сооружение гидроэлектростанции было начато 17 июля 1967 после нескольких лет планирования, завершено 6 декабря 1971. Водохранилище — общей площадью 6 988 км2 и объёмом 28 км³ — сформировано не одной дамбой, а 88 деривационными дамбами общей длиной более 64 км, при сооружении которых было использовано 20 млн. м3 грунта. Самая длинная из дамб имеет длину 6.1 км. Данная схема позволила увеличить площадь водосбора с 60 000 км2 до 71 700 км2 и довести среднегодовой сток в районе гидроузла до 52 км³ (1 651 м³/с).
Гидроэлектростанция выполнена по деривационному принципу с отводом реки в районе водопада. Снабжена водосбросом с пропускной способностью 1 390 м3/сек. Машинный зал ГЭС, по проекту подземный, выполнен в скальной выработке на глубине 310 м. Размеры машинного зала составляют 296 м в длину, 25 м в ширину и 47 м в высоту. Всего в нём установлено 11 гидроагрегатов с общей мощностью 5 428 МВт. Каждая из радиально-осевых турбин, работающих при расчётном напоре 312.4 м, имеет массу 73 т и рабочую частоту 200 об/мин. Мощность генераторов 493.5 МВ. Водоводы агрегатов выполнены в виде подводящих туннелей длиной 427 м и диаметром 6.1 м и водосбросных шахт к генераторам высотой 263 м и диаметром 2.13 м.
Станция принадлежит «Churchill Falls (Labrador) Corporation Ltd», контрольный пакет (65.8 %) акций которой принадлежит «Nalcor», 34,2 % принадлежит «Hydro-Québec». Существует проект развития станции, который включает в себя строительство новых дамб и дополнительных гидроэлектростанций, что должно обеспечить увеличение площади водосбора. По завершении проекта общая мощность проектируемого каскада на реке должна составить 9 252 МВт, общая установленная мощность ГЭС Черчилл-Фолс будет увеличена на 1 000 МВт до 6 428 МВт.

## Водопад
После отвода реки в 1970 году, бо́льшую часть года русло реки остается сухим и водопад активен только в короткие периоды сильных осадков.

## История проекта
В 1915 Вильфред Тибодо исследовал плато Лабрадора и разработал схему каналов, которая могла быть использована для изменения течения реки до водопада Черчилл. Схема предлагала использовать естественные особенности бассейна водосбора, что позволяло избежать возведения массивной дамбы. В 1947 были проведены дополнительные исследования, которые подтвердили оптимальность предложенной схемы, но строительства ГЭС не последовало по следующим причинам:
- сложного района предполагаемых работ
- суровых климатических условий
- удаленности района
- больших расстояний передачи электроэнергии
- отсутствия рынков сбыта прогнозируемого объёма электроэнергии

В августе 1949 премьер-министр территории Ньюфаундленд и Лабрадор Д. Р. Смолвуд после посещения водопада Черчилл стал горячим сторонником использования гидропотенциала реки. В 1953 была сформирована «Британская корпорация развития Ньюфаундленда» (англ. British Newfoundland Development Corporation, Brinco) с целью использования нетронутых водных и минеральных ресурсов региона. Вместе с развитием шахт по добыче железной руды в западном Лабрадоре и строительством железной дороги «Quebec North Shore and Labrador Railway» в 1954 создание гидроэлектростанции на реке стало экономически оправданным.